# Pringle Stokes
Pour les articles homonymes, voir Stokes.
 (juin 2024).
La mise en forme du texte ne suit pas les recommandations de Wikipédia : il faut le « wikifier ».
Les points d'amélioration suivants sont les cas les plus fréquents. Le détail des points à revoir est peut-être précisé sur la page de discussion.
- Les titres sont pré-formatés par le logiciel. Ils ne sont ni en capitales, ni en gras.
- Le texte ne doit pas être écrit en capitales (les noms de famille non plus), ni en gras, ni en italique, ni en « petit »…
- Le gras n'est utilisé que pour surligner le titre de l'article dans l'introduction, une seule fois.
- L'italique est rarement utilisé : mots en langue étrangère, titres d'œuvres, noms de bateaux, etc.
- Les citations ne sont pas en italique mais en corps de texte normal. Elles sont entourées par des guillemets français : « et ».
- Les listes à puces sont à éviter, des paragraphes rédigés étant largement préférés. Les tableaux sont à réserver à la présentation de données structurées (résultats, etc.).
- Les appels de note de bas de page (petits chiffres en exposant, introduits par l'outil «  Source ») sont à placer entre la fin de phrase et le point final[comme ça].
- Les liens internes (vers d'autres articles de Wikipédia) sont à choisir avec parcimonie. Créez des liens vers des articles approfondissant le sujet. Les termes génériques sans rapport avec le sujet sont à éviter, ainsi que les répétitions de liens vers un même terme.
- Les liens externes sont à placer uniquement dans une section « Liens externes », à la fin de l'article. Ces liens sont à choisir avec parcimonie suivant les règles définies. Si un lien sert de source à l'article, son insertion dans le texte est à faire par les notes de bas de page.
- La présentation des références doit suivre les conventions bibliographiques. Il est recommandé d'utiliser les modèles {{Ouvrage}}, {{Chapitre}}, {{Article}}, {{Lien web}} et/ou {{Bibliographie}}. Le mode d'édition visuel peut mettre en forme automatiquement les références.
- Insérer une infobox (cadre d'informations à droite) n'est pas obligatoire pour parachever la mise en page.

Pour une aide détaillée, merci de consulter Aide:Wikification.
Si vous pensez que ces points ont été résolus, vous pouvez retirer ce bandeau et améliorer la mise en forme d'un autre article.
Pringle Stokes (23 avril 1793 - 12 août 1828) est un officier de marine britannique ayant servi à bord du HMS Owen Glendower lors d'un voyage autour du cap Horn jusqu'à la côte Pacifique de l'Amérique du Sud et sur la côte ouest-africaine pour lutter contre la traite des esclaves. Il commande ensuite le HMS Beagle lors de son premier voyage d'exploration dans l'Atlantique sud. Après deux ans aux commandes du Beagle, déprimé par les rudes conditions hivernales du détroit de Magellan, il se suicide.

## Biographie
Pringle Stokes nait le 23 avril 1793, fils de Charles et Elizabeth Stokes. Il rejoint la Royal Navy à l'âge de douze ans, le 5 juin 1805, et devient aspirant à bord du HMS Ariadne  .
En novembre 1819, il sert comme lieutenant à bord de la frégate HMS Owen Glendower qui quitte l'Angleterre pour l'Amérique du Sud. Robert FitzRoy, qui devait prendre le commandement du Beagle après la mort de Stokes, sert également sur l' Owen Glendower lors de ce voyage. Il avait rejoint le navire comme volontaire universitaire en 1819, à l'âge de quatorze ans . Les jeunes FitzRoy et Stokes, qui avaient une vingtaine d'années, font connaissance au cours de ce voyage de deux ans . L' Owen Glendower est à Sainte-Hélène en octobre 1820 pour rendre compte des conditions de détention de l'ancien empereur Napoléon. Spencer commande le navire lors de son voyage autour du Cap Horn jusqu'à Valparaíso au Chili, arrivant en janvier 1821.  Le navire reste dans les eaux du Pacifique au large du Chili et du Pérou jusqu'en octobre 1821, date à laquelle il quitte Valparaiso, contourne à nouveau la Corne par mauvais temps et retourne en Angleterre via Rio de Janeiro, arrivant en janvier 1822  .
En novembre 1822, le capitaine Sir Robert Mends prend le commandement de l' Owen Glendower en tant qu'officier supérieur sur la côte ouest de l'Afrique, chargé de réprimer la traite négrière en Afrique de l'Ouest . Lors d'un accrochage, Stokes est blessé lors d'un affrontement entre les équipages du bateau Owen Glendower et la population locale de Fernando Po . Le 3 juillet 1823, il dirige un groupe de bateaux sur la rivière New Calabar, où ils trouvent une goélette abandonnée qui avait été chargée d'esclaves mais qui n'en contenait plus que sept dans les fers. La goélette fait naufrage lorsque le pilote l'échoue deux jours plus tard. Le chef de New Calabar River envoye la cargaison de la goélette de 184 esclaves à l' Owen Glendower, qui les emmènent jusqu'à Cape Coast avant de les débarquer .
Sir Robert Mends meurt à Cape Coast le 4 septembre 1823.  Stokes prend temporairement le commandement du navire . Apprenant la mort de Sir Robert Mends, le commandant John Filmore, récemment arrivé à la station africaine, prend le commandement de la station et est transféré à l' Owen Glendower. Stokes retourne en Angleterre . En 1824, Stokes est impliqué dans un différend au sujet de la goélette esclavagiste espagnole Fabiana, capturée par les canots du navire, sous les ordres du lieutenant Gray, sur la rivière Bonny, dix jours après la mort de Sir Robert Mends. L'opinion opposée, qui a apparemment prévalu, était que les bateaux du navire avaient été expédiés sous les ordres de Sir Robert Mends, dont la succession pouvait revendiquer la somme correspondant au prix de vente .En mai 1824, Stokes est promu capitaine de navire.

## Le voyage du Beagle

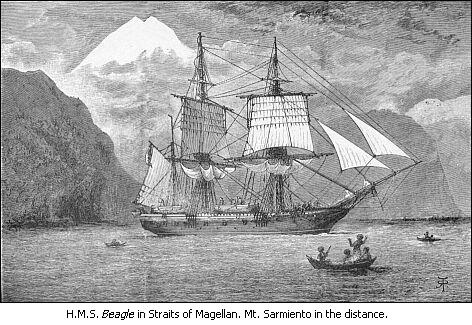
Le dans le détroit de Magellan, avec, en arrière-plan, le Mont Sarmiento dans la Terre de Feu chilienne.

Le Beagle est construit en 1819 à Woolwich  . C'est un navire relativement petit de 235 tonnes, gréé en barque . Pringle Stokes le commande vers la fin de 1825 . On a dit de Stokes, lorsqu'il est nommé commandant du Beagle que "bien qu'il n'ait pas eu d'expérience professionnelle, il avait étudié à Édimbourg pour acquérir les mathématiques, et était de plus un marin indomptable  . Le 22 mai 1826, le Beagle quitte Plymouth avec le HMS Adventure, plus grand, sous le commandement général du capitaine Phillip Parker King pour un voyage d'exploration de la côte sud de l'Amérique du Sud . Les deux navires doivent cartographier la côte entre Montevideo et l'île de Chiloé, avec une attention particulière p.
Les deux navires quittent Montevideo le 19 novembre 1826 et arpentent les côtes du sud de la Patagonie et de la Terre de Feu autour du détroit de Magellan jusqu'en avril 1827, pour revenir à Rio Janeiro en juin 1827 . Stokes entre dans la rivière Santa Cruz et reconnait l' Isla Pavón, à environ 54 km de l'embouchure de la rivière  . Pringle Stokes décrit fidèlement les Fuégiens qu'il rencontre pour la première fois en 1827, ce qui est inhabituel pour un Européen de son époque. Il impute leur état primitif aux rigueurs du climat  .En décembre de la même année, les deux navires naviguent à nouveau vers le sud, cette fois accompagnés d'une goélette nommée Adélaïde, et, en janvier 1828, établissent leur base à Port Famine ( Puerto del Hambre ). À partir de là, Stokes reçoit l'ordre de « procéder à l'étude des côtes ouest, entre le détroit de Magalhaens et la latitude 47° sud, ou autant de ces côtes dangereuses et exposées qu'il pourrait examiner ». Il doit rentrer à Port Famine fin juillet. 
Les conditions sont extrêmement difficiles. Les étroits canaux rocheux sont inexplorés. Il y a des marées rapides, des tempêtes et des blizzards, ainsi qu'un ciel couvert ou du brouillard qui rendent les observations astronomiques impossibles .

## Suicide

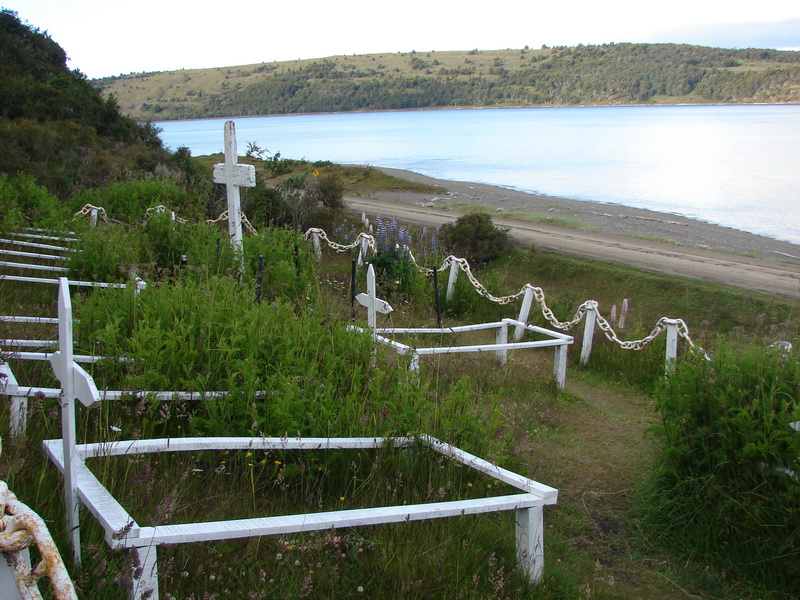
Tombe de Stokes à Punta Santa Ana

Après deux années de travail stressant et dangereux, Stokes est de plus en plus déprimé . En juin 1828, il écrit dans son journal :

« Rien de plus morne que la scène qui nous entourait. Les hauteurs élevées, désolées et arides qui bordaient les rives inhospitalières de cette crique, étaient couvertes, jusque dans le bas de leurs flancs, de nuages denses, sur lesquels battaient les violentes rafales qui nous assaillaient, sans causer aucun changement... Autour de nous, et pour certaines d'entre elles, à distance d'à peine les deux tiers de la longueur d'un câble, des criques rocheuses, fouettées par d'énormes vagues ; et, comme pour parfaire la morosité et la désolation totale de la scène, même les oiseaux semblaient fuir son voisinage. Le temps était celui dans lequel... "l'âme de l'homme meurt en lui. »

Lorsque le navire revient à Port Famine le 27 juillet 1828, Stokes n'a pas quitté sa cabine depuis quatre semaines. Le lieutenant William Skyring, arpenteur adjoint, a dû prendre le commandement. Le 1er août 1828, Stokes se suicide. La balle se loge dans son crâne, mais Stokes reste conscient. La gangrène s'installa et Stokes meurt finalement le 12 août 1828 . William Skyring prend le commandement du Beagle lors de son voyage à Montevideo pour des réparations. À son arrivée, Robert FitzRoy, lieutenant de pavillon du HMS Ganges, lui succède. C'est encore FitzRoy qui commande le Beagle lors de son célèbre deuxième voyage de 1831 à 1836, avec à son bord le jeune naturaliste Charles Darwin. Les observations faites par Darwin contribuent au développement ultérieur de sa théorie de la sélection naturelle. Plusieurs années plus tard, FitzRoy souffre également de dépression et se suicide en 1865 .
Pringle Stokes est enterré au « cimetière anglais », à trois kilomètres de Port Famine. Sa pierre tombale est désormais exposée au Musée Salésien de Punta Arenas, à 64 km de là. Le capitaine Phillip Parker King utilise le journal de Stokes pour son rapport officiel du voyage, mais passe sous silence le suicide. En 2009, la Bibliothèque d'État de Nouvelle-Galles du Sud achete le reste du journal manuscrit de Stokes (des parties avaient été mangées par des rats) pour 200 000 AU$.